# فلم موعد
فيلم موعد (بالإنجليزية: Date Movie) هو فيلم كوميدي تم إنتاجه في سويسرا والولايات المتحدة وصدر في سنة 2006.

## بطولة
- أليسن هانيغان
- صوفي مونك
- جينيفر كوليدج
- فريد ويلارد

## الميزانية والإيرادات
بلغت تكلفة إنتاج الفيلم حوالي 20 مليون دولار بينما حقق أرباحا تقدر بـ 84,795,656 دولار.

## وصلات خارجية
- مقالات تستعمل روابط فنية بلا صلة مع ويكي بيانات